# 雲嬪
雲嬪（うんひん、満洲語: ᡨᡠᡤᡳᠩᡤᡝ
ᡦᡳᠨ、転写：tugingge pin、? - 1856年1月11日）は、清の咸豊帝の側室。姓はヴギャ（武佳）氏。名は四妞。

## 生涯
はじめ、奕詝（後の咸豊帝）の府邸に入り、格格（側女）となった。咸豊帝が即位すると、「雲貴人」に封ぜられた。咸豊2年（1852年）、雲嬪に進んだ。
咸豊5年12月4日（1856年1月11日）に薨去した。定陵の妃園寝に陪葬された。

## 伝記資料
- 『清史稿』
- 『晋封雲貴人雲嬪冊文』